# Hypericum kalmianum
Hypericum kalmianum är en johannesörtsväxtart som beskrevs av Carl von Linné. Hypericum kalmianum ingår i släktet johannesörter, och familjen johannesörtsväxter. Inga underarter finns listade i Catalogue of Life.

## Bildgalleri

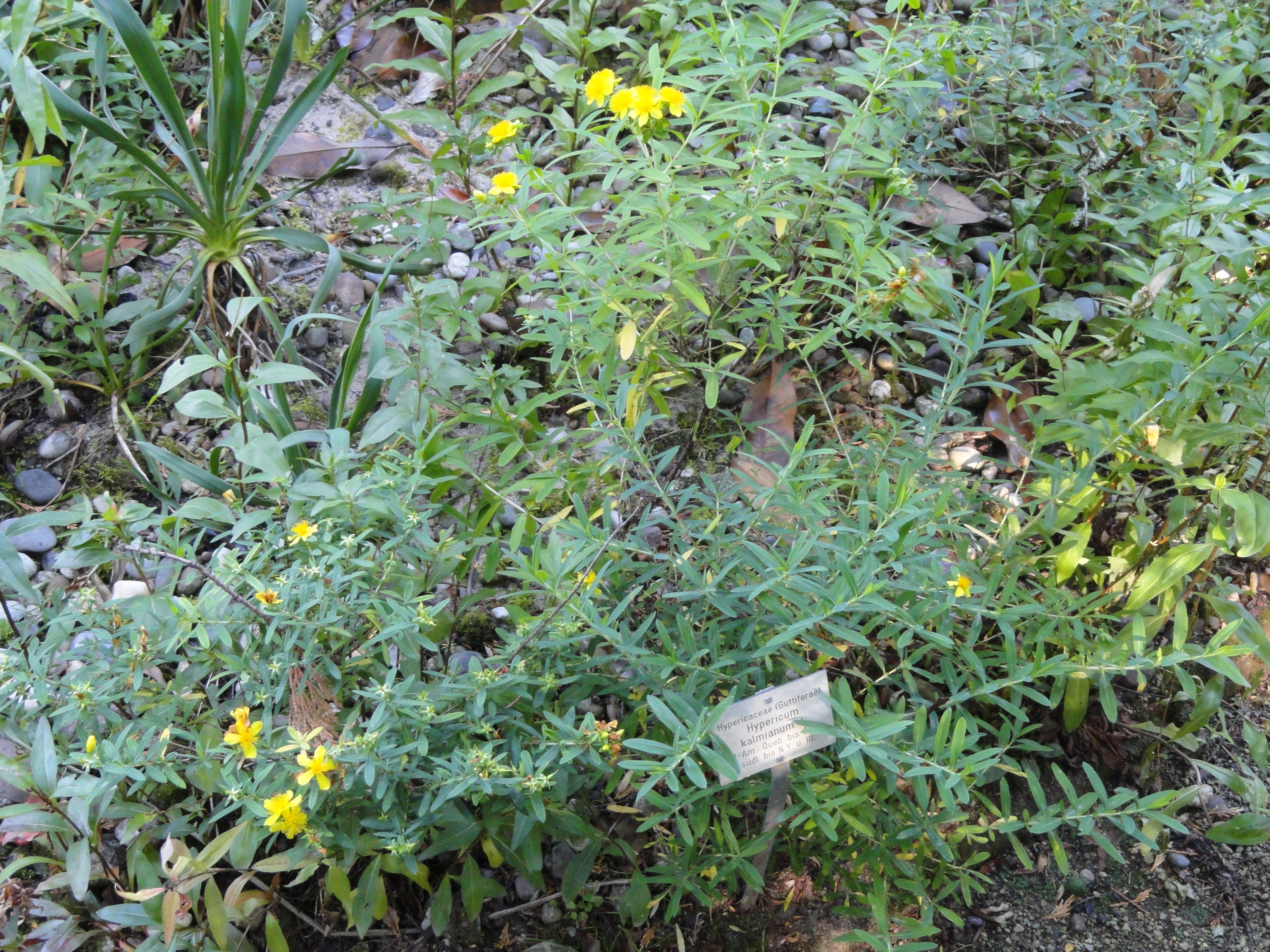
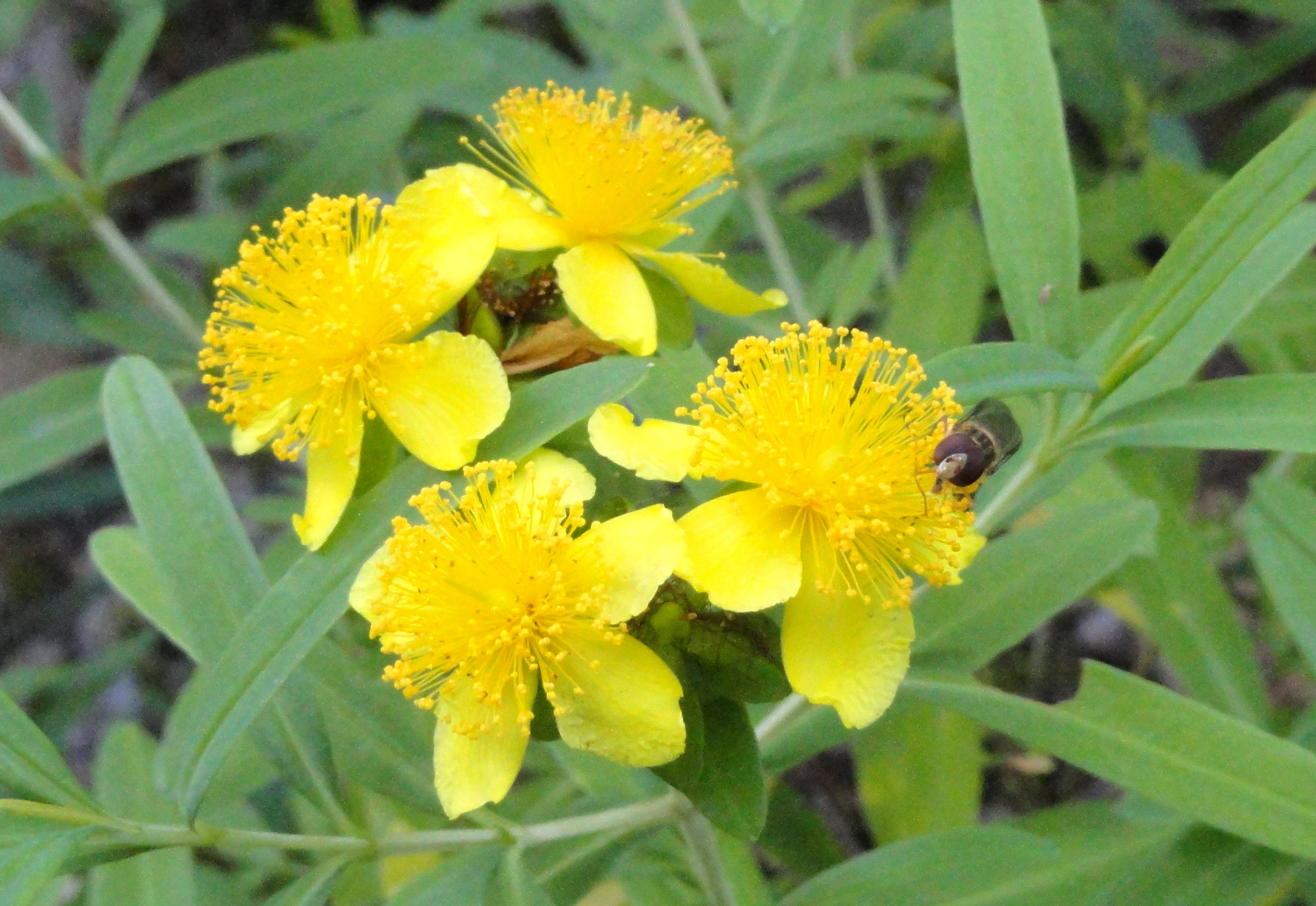
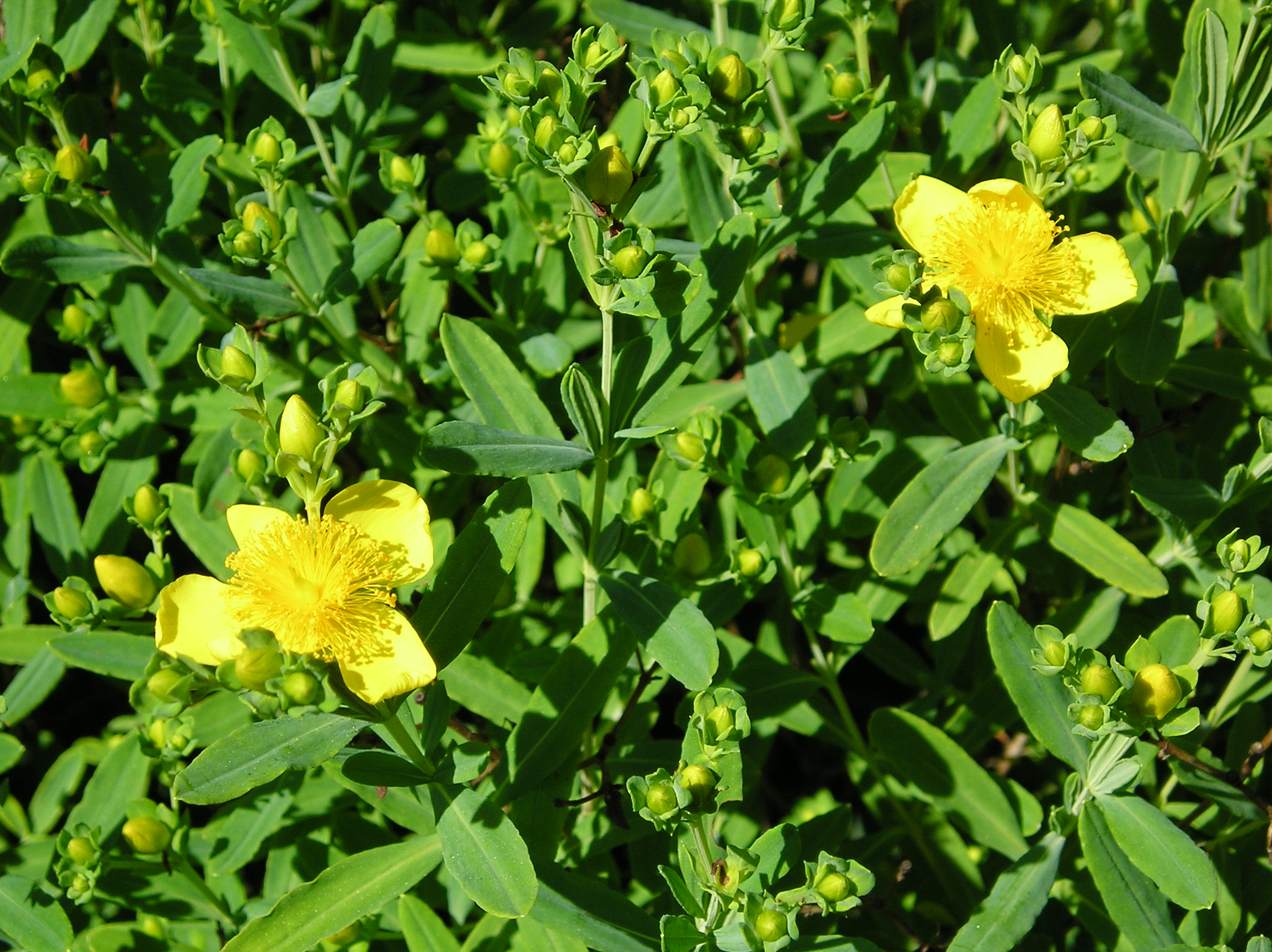
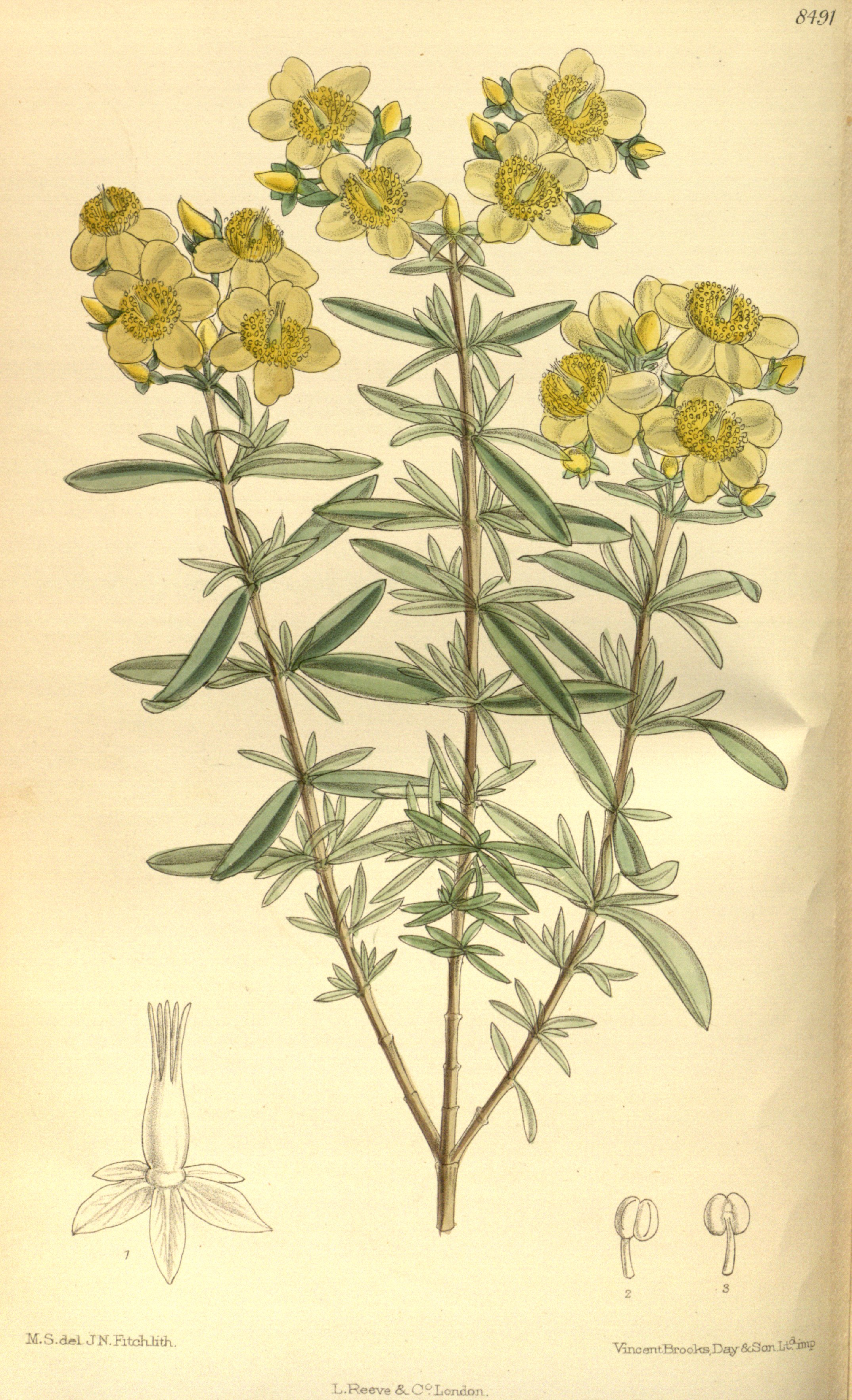
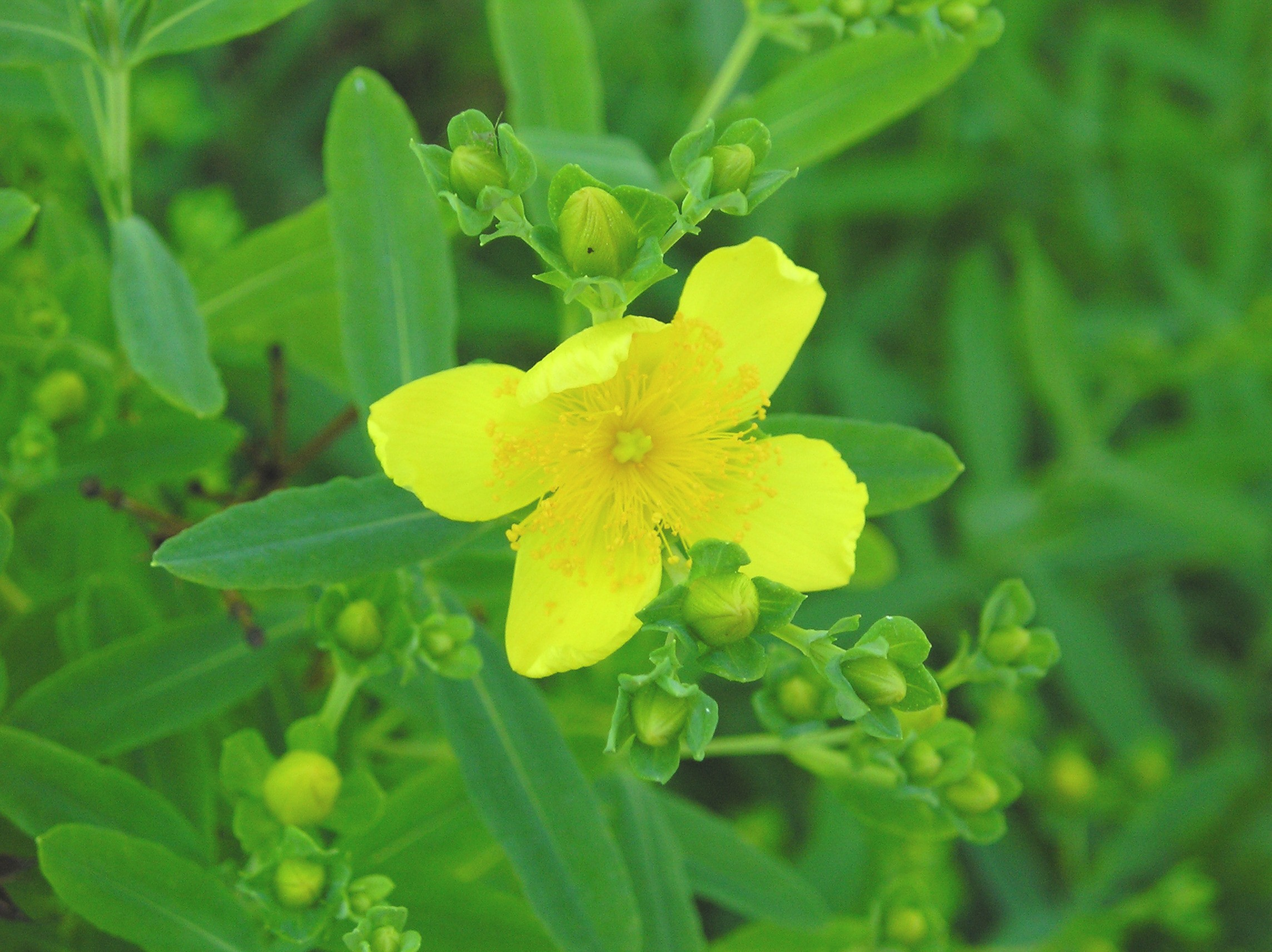
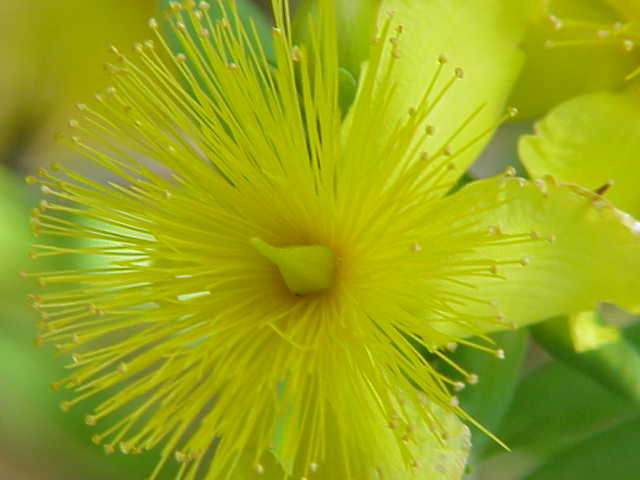